# Pseudomys higginsi
Il topo australiano dalla coda lunga (Pseudomys higginsi  Trouessart, 1897) è un roditore della famiglia dei Muridi endemico della Tasmania.

## Descrizione
Roditore di piccole dimensioni, con la lunghezza della testa e del corpo tra 115 e 145 mm, la lunghezza della coda tra 145 e 195 mm, la lunghezza del piede tra 30 e 35 mm, la lunghezza delle orecchie tra 21 e 25 mm e un peso fino a 90 g.

La pelliccia è lunga e soffice. Le parti superiori sono grigio-brunastre scure. Le orecchie sono grandi, arrotondate e grigiastre. Il muso è scuro, mentre sono presenti due anelli più scuri intorno agli occhi. Le parti ventrali sono leggermente più chiare delle parti dorsali, con le punte dei peli giallo-brunastre. Le mani e i piedi sono biancastri. La coda è più lunga della testa e del corpo, grigio-brunastra sopra e bianca sotto, con un ciuffo terminale. Sono presenti 13 anelli di scaglie, corredata ciascuna da 3 peli.
Il cariotipo è 2n=48 FN=52-54.

## Biologia

### Comportamento
È una specie prevalentemente notturna e terricola. Costruisce nidi sul terreno, in alberi caduti e altre cavità.

### Alimentazione
Si nutre di felci, frutta, semi, funghi, erba, muschio e artropodi.

### Riproduzione
La stagione riproduttiva va da ottobre a marzo. Le femmine danno alla luce fino a tre piccoli fino a due volte l'anno.

## Distribuzione e habitat
Questa specie è diffusa in Tasmania e sull'isola di Bruny. In passato è stata presente anche lungo le coste orientali dell'Australia.
Vive principalmente nei ghiaioni sub-alpini e tra gli ammassi rocciosi. È presente anche in foreste umide temperate di Nothofagus, in foreste umide di Sclerofille e in felceti fino a 1 600 metri di altitudine.

## Tassonomia
Sono state riconosciute 2 sottospecie, di cui una è estinta:
- P.h.higginsi † : coste orientali dell'Australia;
- P.h.leucopus (Higgins & Petterd, 1883): Tasmania, isola di Bruny.

## Conservazione
La IUCN Red List, considerato il vasto areale, la presenza in diverse aree protette e la popolazione numerosa, classifica P.higginsi come specie a rischio minimo (Least Concern).